# Michelangelo Antonioni
Michelangelo Antonioni (Ferrara, 29. rujna 1912. – Rim, 30. srpnja 2007.), talijanski modernistički filmski redatelj, jedan od najutjecajnijih filmskih estetičara.

## Životopis

### Rani život
Michaelangelo Antonioni rođen je u Ferrari, Emilia-Romagna. Nakon diplome iz ekonomije na Sveučilištu u Bologni, 1935. je počeo pisati kao filmski novinar za lokalne novine u Ferrari, Il Corriere Padano.
1940. se preselio u Rim, gdje je radio za Cinema, službeni  fašistički filmski časopis kojeg je uređivao Vittorio Mussolini. Međutim, Antonioni je otpušten nekoliko mjeseci nakon toga. Kasnije te godine se upisao u Centro Sperimentale di Cinematografia kako bi studirao filmsku tehniku.

### Prvi filmovi
1942. je zajedno s  Robertom Rossellinijem napisao scenarij za film Un pilota ritorna, te radio kao pomoćnik redatelja na filmu Enrica Fulchignonija, I due Foscari. 1943. je otputovao u  Francusku kako bi asistirao Marcelu Carnéu na filmu Les visiteurs du soir. Antonioni je u četredesetima počeo snimati kratke filmove počevši s Gente del Po, pričom o siromašnom ribaru iz doline rijeke  Po na kojem je radio od 1943. do 1947. Ovi filmovi po stilu su bili neorealistični, poludokumentarne studije života običnih ljudi.
Međutim, Antonionijev prvi dugometražni film Kronika jedne ljubavi (1950.) se udaljio od neorealizma opisujući srednje klase. Nastavio je u takvom stilu u seriji drugih filmova: Poraženi (1952.), s tri priče, od kojih je svaka smještena u različitu zemlju ( Francusku,  Italiju i  Englesku), o mladenačkoj delikvenciji; Dama bez kamelija (1953.) o mladoj filmskoj zvijezdi i njezinom padu; i  Prijateljice (1955.) o ženama iz srednjeg staleža u Torinu. Krik (1957.) je bio povratak pričama o radničkoj klasi, a opisivao je radnika u tvornici i njegovu kćer. Svaka od ove tri priče govorila je o društvenom otuđenju.

### Međunarodni uspjeh
U Prijateljicama, Antonioni je eksperimentirao s novim radikalnim stilom: umjesto konvencionalne naracije, prezentirao je seriju naizgled nepovezanih događaja, a često je koristio i duge kadrove. Ovaj stil može biti potencijalno frustrirajući zbog sporog ritma i napretka priče. Međutim, Antonioni se stilu vratio u  Avanturi (1960.), filmu s kojim je ostvario prvi međunarodni uspjeh. Odgovor na  Filmskom festivalu u Cannesu je bila kombinacija odobravanja i negodovanja, ali je film bio popularan u art house kinima diljem svijeta. Slijedili su  Noć (1961.) i  Pomrčina (1962.). Ova tri filma se često naziva trilogijom jer su stilski slična te govore o otuđenju čovjeka u modernom svijetu. Njegov prvi film u boji, Crvena pustinja (1964.), bavi se sličnim temama, a ponekad se spominje četvrti film iz "trilogije".

### Filmovi na engleskom
Antonioni je tada potpisao ugovor s producentom Carlom Pontijem koji mu je davao umjetničku slobodu na tri filma na  engleskom jeziku koja je trebao objaviti MGM. Prvi, Povećanje (1966.), koji je radnjom bio smješten u Englesku, bio je veliki uspjeh. Iako se bavio izazovnom temom, bio je uspješan i popularan među publikom, bez sumnje ponajviše zbog seksualnih scena koje su u to vrijeme smatrane eksplicitnima. U glavnim ulogama su nastupili David Hemmings i Vanessa Redgrave.
Drugi film,  Dolina smrti (1970.), je bio prvi Antonionijev smješten u Ameriku. Postigao je puno manji uspjeh, iako su se na njegovu soundtracku našli popularni umjetnici kao što su Pink Floyd (koji su napisali novu glazbu posebno za film), Grateful Dead i Rolling Stonesi. Opisivao je pokret kontrakulture, ali je bio kritiziran zbog blijede izvedbe glavnih glumaca, koji nikad prije nisu glumili.
Treći, Zanimanje: reporter (1975.), s  Jackom Nicholsonom, je bio hvaljen od kritike, ali je loše prošao u kinima. Dugo vremena je bio izvan distribucije, ali je ponovno objavljen u manjem broju kina u listopadu 2005., a naknadno i na DVD-u.
1972., između Doline smrti i Zanimanje: reporter, Antonionija je pozvala vlada  Narodne Republike Kine kako bi nakon  Kulturne revolucije posjetio Kinu. Snimio je dokumentarac Chung Kuo/Cina, ali su ga kineske vlasti nazvale "antikineskim" i "antikomunističkim". Dokumentarac je prvi put prikazan 25. studenog 2004. u Pekingu na filmskom festivalu koji je organizirala Pekinška filmska akademija u čast radovima Michelangela Antonionija.

### Posljednji filmovi
Antonioni je 1980. snimio Misterij Oberwalda, eksperiment s primjenom televizijske tehnike, s Monicom Vitti u glavnoj ulozi. Temeljen je na priči Jeana Cocteaua Orao s dvije glave.
Identifikacija jedne žene (1982.), sniman u Italiji, govori o čestim temama iz njegove talijanske trilogije.
1985. je pretprpio moždani udar, koji ga je ostavio djelomično paraliziranog i bez funkcije govora. Ipak je nastavio snimati filmove, uključujući film S onu stranu oblaka (1995.), za koji je neke scene snimio Wim Wenders. Wenders je rekao kako je Antonioni tijekom montaže odbio gotovo sav materijal koji je snimio, osim nekoliko prijelaza. Za film Cyclo su podijelili nagradu FIPRESCI na  Venecijanskom filmskom festivalu.
1996. mu je dodijeljen Oscar za životno djelo. Predao mu ga je Jack Nicholson. Mjesecima kasnije, kipić su ukrali provalnici pa je morao biti zamijenjen. Prije toga je bio nominiran za Oscar za najboljeg redatelja i najbolji scenarij za Povećanje.
Antonionijev posljednji film, snimljen u njegovim devedesetima, bio je segment antologijskog filma Eros (2004.), nazvan "Pogibeljni niz stvari". Epizode kratkog filma uokvirene su sanjivim slikama i pjesmom "Michelangelo Antonioni" koju je skladao i otpjevao Caetano Veloso. Međutim, film nije dobro primljen; Roger Ebert je, na primjer, tvrdio da film nije erotičan niti govori o erotici.
Antonioni je umro 30. srpnja 2007. u Rimu, u 94. godini, isti dan kad i drugi slavni redatelj, Ingmar Bergman. Antonioni je do pogreba ležao u rimskoj gradskoj vijećnici, gdje su se na velikom ekranu prikazivali crno-bijeli materijali s njim na setovima filmova i iza kulisa. Pokopan je u rodnoj Ferrari, 2. kolovoza 2007.

## Teme i stil
Povjesničarka filma Virginia Wright Wexman opisala je Antonionijev pogled na svijet kao perspektivu " postreligioznog  marksista i egzistencijalističkog intelektualca". U govoru u Cannesu na temu Avanture, Antonioni je rekao kako u modernom dobu racionalizma i znanosti, čovječanstvo još živi pod paskom "rigidne i stereotipizirane moralnosti koju svi od nas prepoznajemo kao takvu i pridržavamo je se zbog malodušnosti i čiste lijenosti". Rekao je kako njegovi filmovi istražuju paradoks kako "smo ispitivali one moralne stavove vrlo oprezno, potanko smo ih raščlanili i analizirali do točke izmorenosti. Bili smo sposobni za sve to, ali nismo uspjeli naći nove." Devet godina poslije je iskazao sličan stav u intervjuu, rekavši kako je prezirao riječ 'moralnost'. "Kad se čovjek pomiri s prirodom, kad svemir postane njegova pozadina, ove riječi i koncepti će izgubiti svoje značenje, i više ih nećemo morati koristiti."
Zbog toga su neke od čestih tema u Antonionijevim filmovima likovi koji boluju od nezadovoljstva i čiji su životi prazni i bez svrhe. Povjesničar filma David Bordwell piše da su u njegovim filmovima, "Odmori, zabave i umjetnički porivi uzaludni pokušaji kojima se pokušavaju prikriti manjak odlučnosti i emocija junaka. Seksualnost je reducirana na obično zavođenje, glavni zadatak je zgrtanje materijalnog po svaku cijenu."
Antonionijevi filmovi štede na radnji i dijalozima, a većina vremena se posvećuje zadržavanju na određenom okruženju, kao što je 10-minutni neprekinuti kadar u filmu Zanimanje: reporter, ili scena u Pomrčini u kojem Monica Vitti sa zanimanjem zuri u električne stupove uz ambijentalne zvukove zveckanja žica. Virginia Wright Wexman ovako opisuje njegov stil:
"Kamera je postavljena na srednju udaljenost češće nego je približena, često se pomiče sporo; kadrovi mogu trajati dugo, bez rezova. Iako je svaka slika sve kompleksnija, sadržavajući više informacija nego što bi ga sadržavale u stilu u kojem je uokvireno manje područje ... U Antonionijevu radu moramo pohvaliti duljinu njegovih kadrova; on nas prisiljava na potpunu pozornost produžavajući kadar mnogo dulje onda kada bi ga drugi već odrezali."
Antonioni je poznat i po upotrebi boje kao značajnog ekspresivnog elementa, posebno u Crvenoj pustinji, njegovom prvom filmu u boji.

## Utjecaj
David Bordwell kaže da su Antonionijevi filmovi iznimno utjecali na kasnije art filmove: "više nego bilo koji drugi redatelj, on je ohrabrio redatelje da istraže eliptičnu i naraciju s otvorenim krajem."
Antonionijevom asketskom stilu i beznačajnim likovima se nisu divili svi kritičari. Ingmar Bergman je jednom rekao kako se divio nekim Antonionijevim filmovima zbog njihove izdvojene i sanjive kvalitete. Međutim, dok je Povećanje i Noć smatrao remek-djelima, druge njegove filmove je nazvao dosadnima i naglasio da nikad nije shvatio zašto se Antonionija toliko cijeni. Zanimljivo, i Antonioni i Bergman umrli su na isti dan 2007. godine.
U knjizi intervjua  Petera Bogdanovicha This Is Orson Welles,  Welles kaže: "Ne volim se zadržavati na stvarima. To je jedan od razloga zašto mi je Antonioni toliko dosadan - to uvjerenje da će, zato što je kadar dobar, on postati bolji ako se nastavi gledati u nj. On ti da kadar nekoga kako hoda putem. I pomisliš, 'Dobro, pa neće nositi tu ženu cijelim putem'. I tada ona odlazi, a ti nastaviš gledati put i nakon što je ona otišla."
Antonionijevo ime pojavljuje se u pjesmi "La Vie Boheme" iz popularnog mjuzikla Rent, u društvu drugih kulturnih ikona kao što su  Bertolucci i  Kurosawa.

## Filmografija

### Dugometražni filmovi
| Godina | Film                      |
| ------ | ------------------------- |
| 1950.  | Kronika jedne ljubavi     |
| 1952.  | Poraženi                  |
| 1953.  | Dama bez kamelija         |
| 1955.  | Prijateljice              |
| 1957.  | Krik                      |
| 1960.  | Avantura                  |
| 1961.  | Noć                       |
| 1962.  | Pomrčina                  |
| 1964.  | Crvena pustinja           |
| 1966.  | Povećanje                 |
| 1970.  | Dolina smrti              |
| 1972.  | Chung Kuo (dokumentarac)  |
| 1975.  | Zanimanje: reporter       |
| 1981.  | Misterij Oberwalda        |
| 1982.  | Identifikacija jedne žene |
| 1995.  | S onu stranu oblaka       |

### Kratki filmovi
- Gente del Po (People of the Po, 10 min., snimljen 1943., objavljen 1947.)
- N.U. (Nettezza urbana) (Dustmen, 11 min., 1948.)
- Oltre l'oblio (1948.)
- Roma-Montevideo (1948.)
- L'amorosa menzogna (Loving Lie, 10 min., 1949.)
- Sette cani e un vestito (Seven Reeds, One Suit, 10 min., 1949.)
- Bomarzo (1949.)
- Ragazze in bianco (Girls in white, 1949.)
- Superstizione (Superstition, 9 min., 1949.)
- La villa dei mostri (The House of Monsters, 10 min., 1950.)
- La funivia del Faloria (The Funicular of Mount Faloria, 10 min., 1950.)
- Inserto girato a Lisca Bianca (TV, 8 min., 1983.)
- Kumbha Mela (18 min., 1989.)
- Noto, Mandorli, Vulcano, Stromboli, Carnevale (Volcanoes and Carnival, 8 min., 1993.)
- Sicilia (9 min., 1997.)
- Lo sguardo di Michelangelo (The Gaze of Michelangelo, 15 min., 2004.)

### Epizode u omnibusima
- Tentato suicido ("When Love Fails", epizoda u L'amore in città, 1953.)
- Il provino (segment u The Three Faces of a Woman - I tre volti, 1965.)
- Roma (segment u 12 registi per 12 città, promotivni film  Svjetsko nogometno prvenstvo, 1989.)
- Il filo pericoloso delle cose ("Pogibeljni niz stvari", segment u Erosu, 2004.)

## Vanjske poveznice
- Michelangelo Antonioni u internetskoj bazi filmova IMDb-u (engl.)